# Hangin' Tough
Albums de New Kids on the Block
New Kids on the Block
(1986) Merry, Merry Christmas
(1989)
Singles
1. Please Don't Go Girl
Sortie : 16 avril 1988
2. You Got It (The Right Stuff)
Sortie : 7 novembre 1988
3. I'll Be Loving You (Forever)
Sortie : 10 avril 1989
4. Hangin' Tough
Sortie : 3 juillet 1989
5. Cover Girl
Sortie : 22 août 1989

Hangin' Tough est le deuxième album studio du boys band américain New Kids on the Block, sorti aux États-Unis le 6 septembre 1988.
Aux États-Unis, l'album a débuté à la 157e place du Billboard 200 dans la semaine du 27 août 1988 et a commencé à grimper. Finalement, dans la semaine du 9 septembre 1989 il atteint la 1re place et garde cette place pour une semaine de plus,,.
Au Royaume-Uni, il a débuté à la 8e place du hit-parade des singles dans la semaine du 3 au 9 décembre 1989 et a atteint la 2e place dans la semaine du 14 au 20 janvier 1990.

## Liste des pistes
Tous les titres ont été produits par Maurice Starr.
| No  | Titre                        | Auteur                                            | Durée |
| --- | ---------------------------- | ------------------------------------------------- | ----- |
| 1.  | You Got It (The Right Stuff) | Maurice Starr                                     | 4:13  |
| 2.  | Please Don't Go Girl         | Starr                                             | 4:31  |
| 3.  | I'll Be Loving You (Forever) | Starr                                             | 4:28  |
| 4.  | Cover Girl                   | Starr                                             | 4:08  |
| 5.  | I Need You                   | Starr                                             | 3:38  |
| 6.  | Hangin' Tough                | Starr                                             | 4:18  |
| 7.  | I Remember When              | Starr, Eban Kelly, Jimmy Randolph                 | 4:13  |
| 8.  | What'cha Gonna Do (About It) | Starr                                             | 3:59  |
| 9.  | My Favorite Girl             | Starr, Jordan Knight, Donnie Wahlberg, Danny Wood | 5:33  |
| 10. | Hold On                      | Starr                                             | 3:39  |

| 1.  | Please Don't Go Girl (Remix)                             | Maurice Starr | 4:43 |
| 2.  | You Got It (The Right Stuff) (12-inch Version)           | Starr         | 5:16 |
| 3.  | You Got It (The Right Stuff) (7-inch Remix Version)      | Starr         | 3:36 |
| 4.  | You Got It (The Right Stuff) (Instrumental)              | Starr         | 5:17 |
| 5.  | I'll Be Loving You (Forever) (12-inch Version)           | Starr         | 5:24 |
| 6.  | I'll Be Loving You (Forever) (More 7-inch Remix Version) | Starr         | 3:41 |
| 7.  | I'll Be Loving You (Forever) (Instrumental)              | Starr         | 4:12 |
| 8.  | Hangin' Tough (7-inch Remix)                             | Starr         | 3:51 |
| 9.  | Hangin' Tough (Tougher Mix)                              | Starr         | 4:40 |
| 10. | Cover Girl (7-inch Version)                              | Starr         | 4:07 |
| 11. | Whatcha Gonna Do About It (Dub Mix)                      | Starr         | 5:28 |

## Certifications
| Pays                    | Certification |
| ----------------------- | ------------- |
| Allemagne (BVMI)        | Or            |
| Autriche (IFPI)         | Or            |
| Canada (Music Canada)   | Diamant       |
| États-Unis (RIAA)       | 8 × Platine   |
| Finlande (IFPI Finland) | Or            |
| Nouvelle-Zélande (RMNZ) | Platine       |
| Royaume-Uni (BPI)       | 2 × Platine   |